# Gustav Adolf Baumm

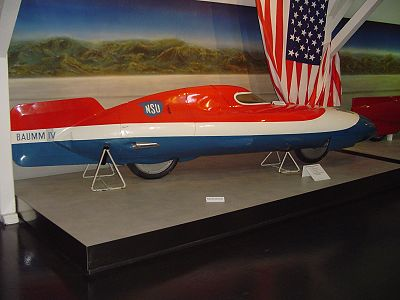
Fliegender Liegestuhl Baumm IV

Gustav Adolf Baumm (* 16. Juni 1920 in Breslau; † 23. Mai 1955 auf dem Nürburgring) war ein deutscher Grafiker, Motorradkonstrukteur und -rennfahrer.
Er verfolgte die Idee, dass die Rückenlage auf einem Motorrad günstigere Strömungsverhältnisse ergibt als die bis dahin bei Rekordversuchen übliche Bauchlage. An einer nach seinen Angaben bei der NSU entwickelten Stromlinienform wurden im Windkanal „sensationellste Luftwiderstands-Werte“ gemessen.
Er entwarf 1951 mit der BAUMM I ein neuartiges Rennmotorrad, das von dem Fahrer auf dem Rücken liegend gesteuert und deshalb auch „Fliegender Liegestuhl“ genannt wurde, woraus eine extrem niedrige Bauhöhe des Fahrzeugs von ca. 75 cm resultierte. 
Baumm konnte die NSU für dieses Konzept interessieren und den praktischen Nachweis der Funktionsfähigkeit seiner Idee erbringen. Baumm baute als freier Mitarbeiter der NSU die Rekordfahrzeuge BAUMM I und BAUMM II, mit denen er 1954 elf neue Geschwindigkeitsweltrekorde für die Klassen 50 bis 175 cm³ aufstellte, u. a. waren das:
- BAUMM I (49 cm³, 3,4 PS ~= 2,5 kW), Stromlinienverkleidung, 127 km/h, (1955 sogar 151 km/h)
- BAUMM II (98 cm³, 7,2 PS ~= 5,25 kW), Stromlinienverkleidung, 178 km/h

Am 23. Mai 1955 kam er bei einer Demonstrationsfahrt vor dem XVIII. Internationalen ADAC-Eifelrennen auf dem Nürburgring von der Strecke ab und verunglückte tödlich.